# Confédération européenne de volley-ball
Pour les articles homonymes, voir CEV.
 (novembre 2023).
Si vous disposez d'ouvrages ou d'articles de référence ou si vous connaissez des sites web de qualité traitant du thème abordé ici, merci de compléter l'article en donnant les références utiles à sa vérifiabilité et en les liant à la section « Notes et références ».
La Confédération européenne de volley-ball (CEV) est la fédération continentale gérant le volley-ball en Europe. Elle est basée à Luxembourg.

## Histoire
Bien que la CEV ait été créée le 21 octobre 1963 à Bucarest à l'initiative de Max Wasterlain, qui était Président de la Fédération Belge de Volley-Ball, le volley-ball était populaire en Europe depuis de nombreuses années. La plupart des pays composant le congrès qui est à l'origine de la création de la Fédération Internationale de Volley-Ball (FIVB) à Paris en 1947 venaient de ce continent. En réalité, la fondation elle-même semble avoir été une volonté de la part de fédérations nationales européennes.
Le volley-ball a été inventé aux États-Unis, mais devient pour la première fois très populaire en France et en Europe de l'Est après avoir été introduit par les soldats américains après la Première Guerre mondiale. Au milieu du siècle, il s'était déjà répandu dans le reste du continent. Beaucoup de techniques et de tactiques à la base du volley-ball moderne ont été créées par des équipes européennes. Parmi celles-ci, il faut citer le contre (Tchécoslovaquie, 1938), la pénétration du passeur, qui a permis le développement du système dit « 5-1 » (Union soviétique, 1949), la passe en manchette (Tchécoslovaquie, 1958) et l'attaque arrière (« pipe ») (Pologne, 1974).
L'importante tradition de ce sport sur le continent peut partiellement expliquer la structure administrative de la CEV, qui rivalise avec la FIVB en taille et en implication. Elle est la plus importante des confédérations de volley-ball, et l'une de celles qui organisent le plus de compétitions et de tournois par année.
En tant qu'entité présidant les fédérations nationales, la CEV organise des compétitions continentales comme les prestigieux Championnats d'Europe (première édition en 1948), la Challenge Cup et la Ligue européenne. Elle participe à l'organisation de tournois de qualification pour des événements majeurs comme les Jeux olympiques ou les Championnats du monde, et des compétitions internationales accueillies par une de ses fédérations affiliées.

## Équipes
L'Europe est considérée comme le continent le plus fort en matière de volley-ball. La CEV dispose généralement de plus de places réservées dans les compétitions internationales que les autres confédérations.
La Russie, qui a récupéré la plupart des joueurs et entraîneurs des ex-Union soviétique et CEI, a sans conteste le programme de volley-ball le plus stable, gérant des équipes masculine et féminine au meilleur niveau. La même chose peut être dite de l'Italie, bien que le volley-ball féminin n'y soit développé pleinement que depuis quelques années.
Les pays ayant composé l'ex-Yougoslavie, la Pologne, la Bulgarie, la République tchèque, la France doivent être prises en compte comme puissances continentales dans le volley-ball masculin. À un niveau moindre, on peut considérer quelques pays avec une certaine tradition, comme la Belgique, les Pays-Bas, l'Allemagne, l'Espagne, et à un niveau encore moindre, mais capables de battre à l'occasion des équipes plus fortes, la Turquie, la Grèce, et peut-être le Portugal.
La compétition est moins serrée chez les femmes. La Russie et l'Italie sont rarement menacées par une autre équipe dans les compétitions majeures si ce n'est par les équipes de Serbie et de Turquie qui ont fait une percée spectaculaire au cours des années qui ont suivi le début du XXIe siècle.. En dehors de ces quatre pays, la Pologne, l'Allemagne, qui a recueilli les joueurs des Allemagne de l'Est et de l'Ouest, peuvent être considérées commefaisant partie du socle de la force européenne. Avec des résultats plus irréguliers et dépendants des performances individuelles, on peut aussi citer les Pays-Bas, la France, la Roumanie, la Bulgarie et la Belgique.

## Les présidents de la CEV
- 1963-1969 : Max Wasterlain
- 1969-1973 : Vladimir Savvin
- 1973-1978 : Giancarlo Giannozzi
- 1978-1979 : Vahit Colakoglu  (par intérim)
- 1979-1983 : Georges Boudry
- 1983-1987 : Dusan Prielozny
- 1987-1993 : Piet de Bruin
- 1993-1995 : Michalis Mastrandreas
- 1995-2001 : Rolf Andresen
- 2001-2015 : André Meyer
- 2015- : Aleksandar Boričić

## Compétitions sous son égide

### Compétitions pour les équipes nationales
- Championnat d'Europe masculin
- Championnat d'Europe féminin
- Championnat d'Europe masculin des moins de 21 ans
- Championnat d'Europe féminin des moins de 20 ans
- Championnat d'Europe masculin des moins de 19 ans
- Championnat d'Europe féminin des moins de 18 ans
- Championnat d'Europe masculin des petits États
- Championnat d'Europe féminin des petits États

### Compétitions pour les clubs
- Ligue des champions masculine
- Ligue des champions féminine
- Top Teams Cup masculine
- Top Teams Cup féminine
- Coupe de la CEV masculine
- Coupe de la CEV féminine
- Challenge Cup masculine
- Challenge Cup féminine

## Les zones[1]
Certaines fédérations des 55 pays européens sont réparties dans cinq zones :
| Localisation      | Nom de la zone                               | Sigle | Nombre de pays |
| ----------------- | -------------------------------------------- | ----- | -------------- |
| Balkans           | Balkan Volleyball Association                | BVA   | 10             |
| Europe centrale   | Middle European Volleyball Zonal Association | MEVZA | 6              |
| Europe du Nord    | North European Volleyball Zonal Association  | NEVZA | 7              |
| Europe de l'Est   | East European Volleyball Zonal Association   | EEVZA | 8              |
| Europe de l'Ouest | West European Volleyball Zonal Association   | WEVZA | 8              |

## Fédérations nationales affiliées
Liste des fédérations nationales affiliées en 2004 :
| Pays                  | Fédération                                            |
| --------------------- | ----------------------------------------------------- |
| Albanie               | Fédération Albanaise de Volleyball                    |
| Andorre               | Federació Andorrana de Voleibol                       |
| Arménie               | Fédération de volleyball de la République d'Arménie   |
| Autriche              | Österreichischer Volleyball Verband                   |
| Azerbaïdjan           | Azerbaycan Voleybol Federasiyasi                      |
| Biélorussie           | Bielorusskaia Federatsija Volejbola                   |
| Belgique              | Fédération Royale Belge de Volleyball                 |
| Bosnie-Herzégovine    | Volleyball Federation of Bosnia-Herzegovina *         |
| Bulgarie              | Bulgarska Federatsiya Volejbol                        |
| Croatie               | Hrvatski Odbojkaski Savez                             |
| Chypre                | Cyprus Volleyball Association *                       |
| République tchèque    | Český Volejbalový Svaz                                |
| Danemark              | Dansk Volleyball Forbund                              |
| Angleterre            | England Volleyball Association                        |
| Espagne               | Real Federación Española de Voleibol                  |
| Estonie               | Eesti Võrkpalli Liit                                  |
| Îles Féroé            | Flogbóltssamband Føroya                               |
| Finlande              | Suomen Lentopalloliitto F. Y.                         |
| France                | Fédération Française de Volley-ball                   |
| Géorgie               | Georgian Volleyball Federation *                      |
| Allemagne             | Deutscher Volleyball Verband                          |
| Gibraltar             | Gibraltar Volleyball Association                      |
| Grèce                 | Elliniki Omospondia Petosferiseos                     |
| Groenland             | Kalaallit Nunaanni Volleyballertartut Kattuffiat      |
| Hongrie               | Magyar Roplabda Szovetseg                             |
| Irlande               | Volleyball Association of Ireland                     |
| Islande               | Blaksamband Íslands                                   |
| Israël                | Israel Volleyball Association *                       |
| Italie                | Federazione Italiana Pallavolo                        |
| Lettonie              | Latvijas Volejbola Federâcija                         |
| Liechtenstein         | Liechtensteiner Volleyball Verband                    |
| Lituanie              | Lithuanian Volleyball Federation *                    |
| Luxembourg            | Fédération Luxembourgeoise de Volleyball              |
| Macédoine             | Odbojkarska Federatsija Na Makedonija                 |
| Moldavie              | Fédération de Volleyball de la République de Moldavie |
| Malte                 | Malta Volleyball Association                          |
| Monaco                | Fédération Monégasque de Volley-ball                  |
| Pays-Bas              | Nederlandse Volleybal Bond                            |
| Irlande du Nord       | Northern Ireland Volleyball Association               |
| Norvège               | Norges Volleyballforbund                              |
| Pologne               | Polski Zwiazek Pilki Siatkowej                        |
| Portugal              | Federação Portuguesa de Voleibol                      |
| Roumanie              | Federatia Romania de Volei                            |
| Russie                | Vserossijskaya Federatsiya Volejbola                  |
| Serbie-et-Monténégro  | Odbojkaški Savez Srbije I Crne Gore                   |
| Écosse                | Scottish Volleyball Association                       |
| Slovénie              | Odbojkarska Zveza Slovenije                           |
| Saint-Marin           | Federazione Sammarinese Pallavolo                     |
| Slovaquie             | Slovenská Volejbalová Federácia                       |
| Suisse                | Swiss Volley                                          |
| Suède                 | Svenska Volleybollförbundet                           |
| Turquie               | Türkiye Voleybol Federasyonu                          |
| Ukraine               | Ukrainian Volleyball Federation *                     |
| Pays de Galles        | Welsh Volleyball Association                          |
| * romanisation du nom |                                                       |